# Cardosas
Cardosas ist eine Gemeinde (Freguesia) im portugiesischen Kreis Arruda dos Vinhos. In ihr leben 819 Einwohner (Stand 19. April 2021).